# Quân Liên
Quân Liên (chữ Hán giản thể: 筠连县, Hán Việt: Quân Liên huyện) là một huyện của địa cấp thị Nghi Tân, tỉnh Tứ Xuyên, Cộng hòa Nhân dân Trung Hoa. Huyện này có diện tích 1254 km2, dân số năm 2002 là 390.000 người.
Huyện này được chia ra thành các đơn vị hành chính gồm 9 trấn, 8 hương và 3 hương dân tộc:
- Trấn: Quân Liên, Đằng Đạt, Tuần Tư, Cao Bá, Song Đằng, Mộc Ái, Duy Tân, Lạc Mộc Nhu, Trấn Đan.
- Hương: Vũ Đức, Đại Lạc, Đường Bá, Long Trấn, Khổng Tước, Lạc Nghĩa, Cao Khảm, Giải Phóng.
- Hương dân tộc: hương dân tộc Miêu Liên Hợp, hương dân tộc Miêu Cao Bình, hương dân tộc Miêu Đoàn Lâm.